# AMD Turion
AMD Turion (укр. Тюріон)— це торгова марка, права на яку належать компанії AMD, вживана для позначення 64-бітових мобільних (з низьким енергоспоживанням) процесорів Turion 64, Turion 64 X2. Ці процесори є відповіддю AMD на лінійку мобільних процесорів компанії Intel — Pentium M і Intel Core.

## Лінійка процесорів

### Turion 64
Ранні Turion 64 сумісні з Socket 754 компанії AMD і включають від 512 до 1024 КБ кешу 2-го рівня, 64 бітовий одноканальний контролер пам'яті, інтегрований на ядро, і 800 МГц шину HyperTransport. Основний акцент при позиціюванні та просуванні даного процесора на ринку робиться на його енергозбережні функції, такі як PowerNow! і Cool'n'Quiet.

### Turion 64 X2

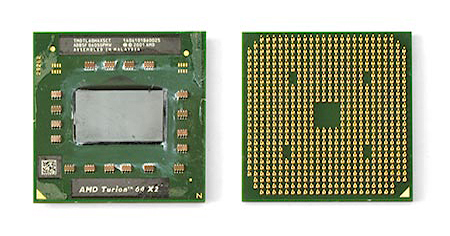

Turion 64 X2 — це двоядерні процесори для ноутбуків компанія AMD. Данні процесори мали конкурувати з Intel Core і Core 2. Був представлений компанією AMD 17 травня 2006, після декількох затримок. Процесор встановлюється в роз'єм Socket S1 і має двоканальний контролер пам'яті DDR2 і шину HyperTransport (800 МГц, HT800). У порівнянні з попередніми процесорами компанії, використовуються більш досконалі енергозберігальні технології.
Перші моделі Turion 64 X2 (Taylor) вироблялись з використанням 90 нм техпроцесу КНІ компанії IBM. Наступні моделі (Tyler) випускаються по 65 нм процесу, найімовірніше на основі технології напруженого кремній-германієвого процесу, який був спільно розроблений дослідниками IBM і AMD і який є більш досконалим, порівняно з іншими 65 нм.

### Turion X2 Ultra
Turion X2 Ultra (під кодовою назвою Griffin) — це перше сімейство процесорів від AMD виключно для мобільної платформи, засноване на архітектурі Athlon 64 (K8 Revision G) з деякими специфічними архітектурними покращеннями, подібними до сучасних процесорів Phenom, спрямованими на зниження енергоспоживання та триваліший термін служби акумулятора. Процесор Turion Ultra був випущений як частина мобільної платформи «Puma» в червні 2008 року.
Turion X2 Ultra — це двоядерний процесор, виготовлений за 65 нм технології з використанням пластин КНІ діаметром 300 мм. Він підтримує модулі DDR2-800 SO-DIMM і має засіб попередньої вибірки DRAM для підвищення продуктивності та покращений для мобільних пристроїв північний міст (контролер пам'яті, контролер HyperTransport і перемикач на поперечній панелі). Кожне ядро процесора має 1 МБ кеш-пам'яті L2, що становить 2 МБ кеш-пам'яті L2 для всього процесора. Це вдвічі більше кеш-пам'яті L2, ніж на процесорі Turion 64 X2. Тактові частоти коливаються від 2,0 ГГц до 2,4 ГГц, а теплова проектна потужність (TDP) — від 32 Вт до 35 Вт.
Процесор Turion X2 Ultra, на відміну від попередніх моделей Turion, реалізує три плани напруги: одну для північного мосту і одну для кожного ядра. Це разом із кількома фазами автопідлаштування частоти (ФАПЧ) дозволяє одному ядру змінювати свою напругу та робочу частоту незалежно від іншого ядра та незалежно від північного мосту. Дійсно, за лічені мікросекунди процесор може переключитися на один з 8 рівнів частоти і один з 5 рівнів напруги. Регулюючи частоту та напругу під час використання, процесор може адаптуватися до різних робочих навантажень і допомагає зменшити споживання енергії. Він може працювати на частоті до 250 МГц для економії енергії під час невеликого використання.
Крім того, процесор має стан глибокого сну C3, стан глибокого сну C4 (AltVID) і HyperTransport 3.0 до 2,6 ГГц або пропускну здатність до 41,6 ГБ/с на посилання при 16-бітовій ширині каналу та динамічне масштабування ширини каналу HT вниз до 0-біт («відключений») в обох напрямках від і до чипсета для чотирьох різних сценаріїв використання. Він також має декілька термодатчиків на кристалі через інтегрований інтерфейс SMBUS (SB-TSI) (замінює та усуває окрему мікросхему термомонітора через SMBUS у своїх попередників) з додатковим сигналом MEMHOT, що надсилається від вбудованого контролера до процесора, і знижує температуру пам'яті.
Процесор Turion X2 Ultra використовує той самий сокет S1, що й його попередник, Turion 64 X2, але розпинівка відрізняється. Він призначений для роботи з чипсетом RS780M.
Враховуючи вищезазначені вдосконалення архітектури, ядра були мінімально модифіковані і засновані на мікроархітектурі K8 замість K10.

### Turion II Ultra
Turion II Ultra (під кодовою назвою Caspian) — це мобільна версія архітектури K10.5, виготовлена за технологією 45 нм, також відома під настільним варіантом Regor.
Це двоядерний процесор з тактовою частотою 2,5 ГГц, 2 МБ загальної кеш-пам'яті L2 (1 МБ на ядро), HyperTransport зі швидкістю 3,6 ГТ/с і 128-бітним FPU. Від свого попередника успадкував TDP 35 Вт.

### Turion II
Turion II ідентичний Turion II Ultra, за винятком того, що Turion II має лише 1 МБ кеш-пам'яті другого рівня (512 КБ на ядро) і нижчу тактову частоту в діапазоні від 2,2 ГГц до 2,6 ГГц.

## Схема найменування моделей
Схема найменування моделі не робить очевидним, як порівнювати один Turion з іншим або навіть з Athlon 64. Назва моделі складається з двох літер, тире та двозначного числа (наприклад, ML-34). Ці дві літери разом позначають клас процесора, а число означає рейтинг продуктивності (PR). Перша літера M для одноядерних процесорів і T для двоядерних процесорів Turion 64 X2. Чим пізніше в алфавіті з'явиться друга літера, тим більше модель розроблена для мобільності (економне споживання електроенергії). Візьмемо, наприклад, MT-30 і ML-34. Оскільки Т в MT-30 в алфавіті пізніше, ніж L в ML-34, MT-30 споживає менше енергії, ніж ML-34. Але оскільки 34 більше, ніж 30, ML-34 швидше, ніж MT-30.
Випуск лінійок Turion II Ultra та Turion II має спрощену методологію назв; всі нещодавно випущені Turion-и мають літеру «M», за якою слідує число, що позначає відносну продуктивність. Чим більше число, тим вище тактова частота. Наприклад, Turion II M500 має тактову частоту 2,2 ГГц, а Turion II M520 має тактову частоту 2,3 ГГц.

## Моделі
| Кодове і'мя                | Ядра                                            | Дата виходу                             |
| -------------------------- | ----------------------------------------------- | --------------------------------------- |
| Lancaster Richmond Sable   | Одне (90 нм) Одне (90 нм) Одне (65 нм)          | Травень 2005 Вересень 2006 Червень 2008 |
| Taylor Trinidad Tyler Lion | Два (90 нм) Два (90 нм) Два (65 нм) Два (65 нм) | Травень 2006 Травень 2007 Червень 2008  |
| Griffin                    | Два (65 нм)                                     | Червень 2008                            |
| Caspian                    | Два (45 нм)                                     | Вересень 2009                           |
| Champlain                  | Два (45 нм)                                     | Травень 2010                            |

### Lancaster (90 нмКНІ)
- Степінг процесорів: E5

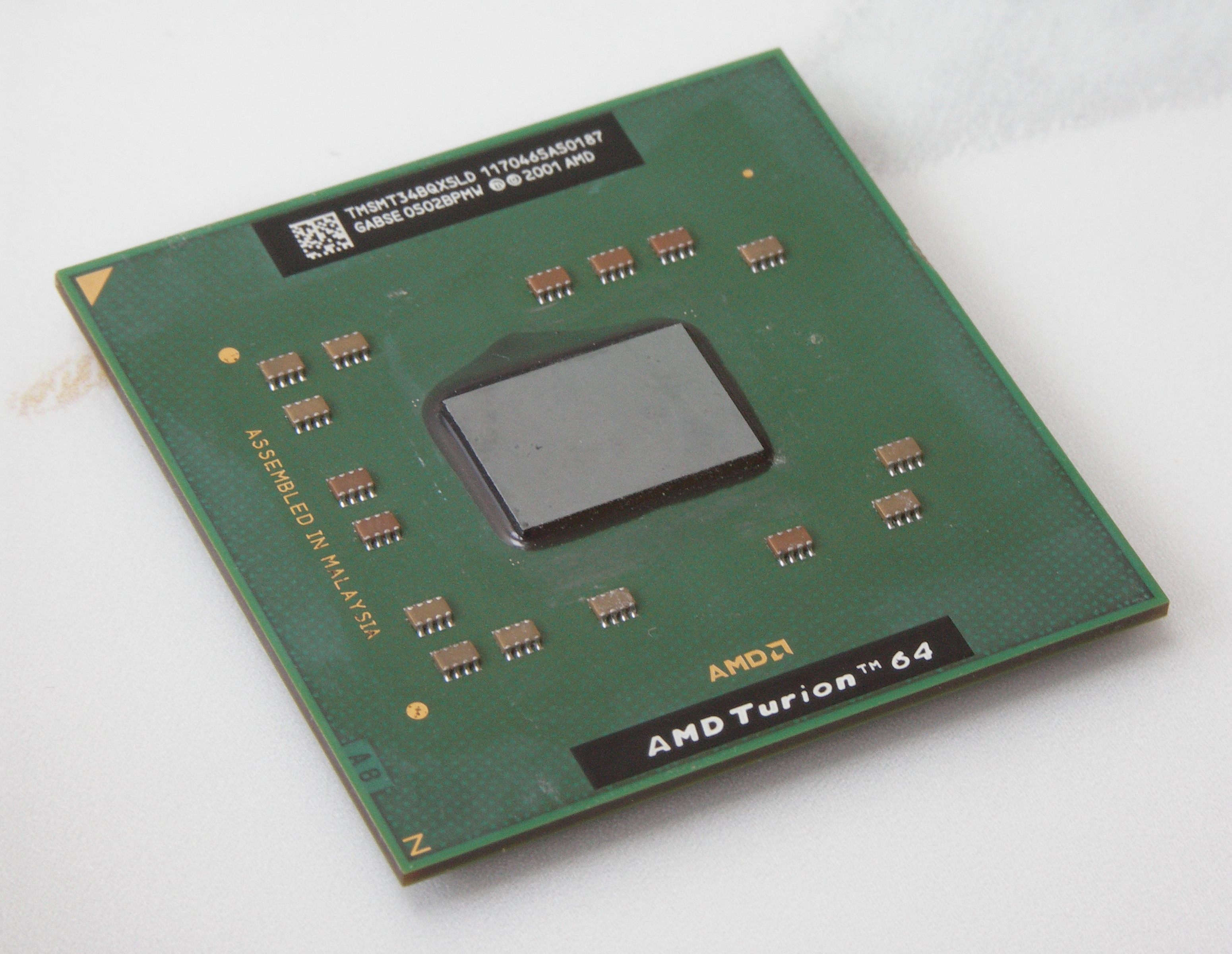
Модель MT-34 (top)

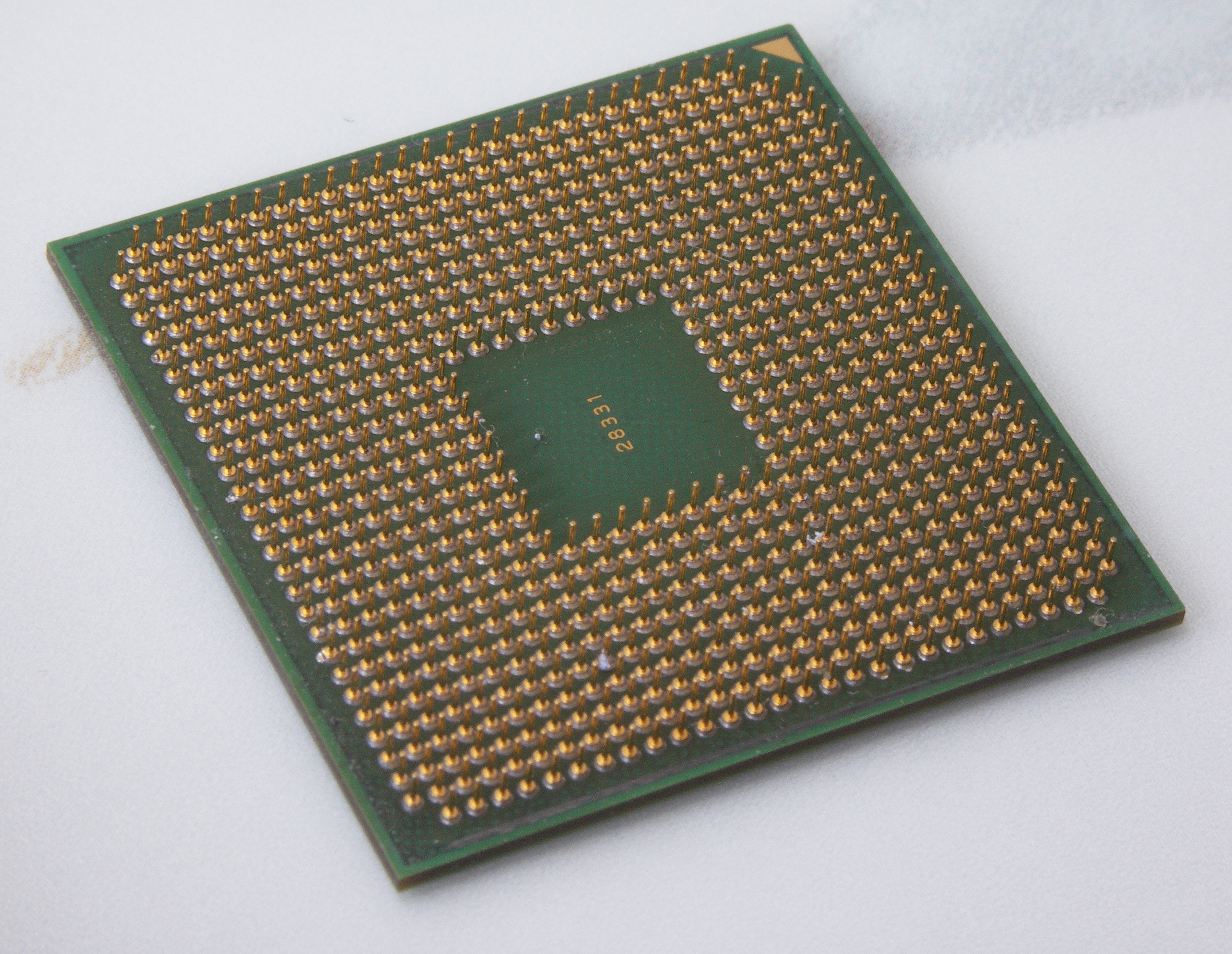
Модель MT-34 (bottom)

- Кеш першого рівня (L1): 64 + 64 КБ (Дані + Інструкції)
- Кеш другого рівня (L2): 512 або 1024 КБ, що працює на частоті ядра
- Підтримка MMX, Розширений 3DNow!, SSE, SSE2, SSE3, AMD64, PowerNow!, NX Bit
- Socket 754, HyperTransport (800 МГц, HT800)
- Напруга живлення ядра (VCore): 1,00-1,45 В
- Споживання енергії (TDP): максимум 25/35 Вт
- Вперше представлено: 10 березня 2005 рік
- Тактові частоти: 1600, 1800, 2000, 2200, 2400 МГц

### Richmond (90 нмКНІ)
- Кеш першого рівня: 64 + 64 КБ (дані + інструкції)
- Кеш другого рівня: 512 КБ, що працює на частоті ядра
- MMX, Розширений 3DNow!, SSE, SSE2, SSE3, AMD64, PowerNow!, NX Bit
- Socket S1, HyperTransport (800 МГц, HT800)
- Напруга живлення ядра (VCore): 1,00-1,45 В
- Споживання енергії (TDP): максимум 31 Вт
- Вперше представлено: 1 вересня 2006 року
- Тактові частоти: 2000, 2200 МГц

### Taylor & Trinidad (90 нмКНІ)
- Два ядра AMD64
- Степінг процесорів: F2

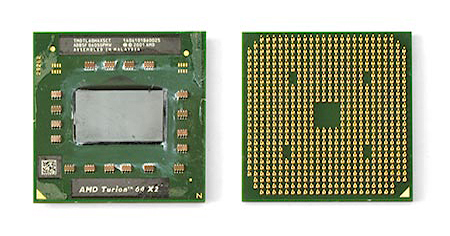
Turion64-X2 для Socket S1

- Кеш першого рівня: 64 + 64 КБ (дані + інструкції)
- Кеш другого рівня: 512 КБ, що працює на повній швидкості частоти ядра, або 256 КБ для ядра «Taylor»
- Підтримка пам'яті: двоканальна DDR2 на частоті 667 МГц
- MMX, Розширений 3DNow!, SSE, SSE2, SSE3, AMD64, PowerNow!, NX Bit
- Socket S1, HyperTransport (800 МГц, 1600 МТ/с, 10.7 ГБ/с ЦП-ОЗП + 6.4 ГБ/с Швидкість передачі вводу-виводу процесора)

 [Архівовано 9 лютого 2010 у Wayback Machine.]
- Споживання енергії (TDP): від 31 Вт до максимум 35 Вт
- Вперше представлено: 17 травня 2006 року
- Тактові частоти: 1600, 1800, 2000, 2200 МГц

### Tyler (65 нмКНІ)
- Два ядра AMD64
- Степінги процесорів: G1, G2
- Кеш першого рівня: 64 + 64 КБ (дані + інструкції)
- Кеш другого рівня: 512 КБ, що працює на повній швидкості частоти ядра, або 256 КБ для всіх Athlon і Turion TL-50
- Підтримка пам'яті: двоканальна DDR2 на частоті 667 МГц (пропускна здатність повнодуплексного ЦП/ОЗП 10,6 ГБ/с)
- MMX, Розширений 3DNow!, SSE, SSE2, SSE3, AMD64, PowerNow!, NX Bit
- Socket S1, HyperTransport (800 МГц, 1600 МТ/с)
- Споживання енергії (TDP): від 31 Вт до максимум 35 Вт
- Вперше представлено в 2007 році
- Тактові частоти: 1700, 1800, 1900, 2000, 2100, 2200, 2300, 2400 МГц

### Lion (65 нмКНІ)
- Два ядра AMD64
- Степінг процесорів: B1
- Кеш першого рівня: 64 + 64 КБ (дані + інструкції)
- Кеш другого рівня: 512 КБ, що працює на повній швидкості частоти ядра або 1 МБ
- Підтримка пам'яті: двоканальна DDR2 на частоті 800 МГц
- MMX, Розширений 3DNow!, SSE, SSE2, SSE3, AMD64, PowerNow!, NX Bit
- Socket S1g2, HyperTransport (1800 МГц, 3600 МТ/с, 12.8 ГБ/с ЦП-ОЗП + 14.4 ГБ/с Швидкість передачі вводу-виводу процесора)
  - HyperTransport 2200 МГц, 4400 МТ/с тільки в ZM-85 і ZM-87
- Споживання енергії (TDP): від 32 Вт до максимум 35 Вт
- Вперше представлено: 4 червня 2008 року
  - Тактові частоти: 2000, 2100, 2200 МГц (RM-7x, кеш L2: 1 МБ)
  - Тактові частоти: 2100, 2200, 2300, 2400, 2500 МГц (ZM-8x, кеш L2: 2 МБ)

### Caspian (45 нмКНІ)
- Два ядра Stars
  - Кеш другого рівня: 1 МБ, що працює на повній швидкості частоти ядра (Turion II Ultra)
  - Кеш другого рівня: 512 КБ, що працює на повній швидкості частоти ядра (Turion II, Athlon II і Sempron II)
- Підтримка пам'яті: двоканальна DDR2 на частоті 800 МГц
- MMX, Розширений 3DNow!, SSE, SSE2, SSE3, AMD64, PowerNow!, NX Bit
- Socket S1g3, HyperTransport (1800 МГц, 3600 МТ/с на моделях M6xx/M5xx, 1600 МГц, 3200 МТ/с на моделях M3xx)
  - HyperTransport (2200 МГц, 4400 МТ/с тільки в ZM-85 і ZM-87
- Споживання енергії (TDP): максимум 35 Вт
  - Тактові частоти: 2000 МГц (M1xx, кеш L2 512 КБ)
  - Тактові частоти: 2000, 2100, 2200 МГц (M3xx, кеш L2: 1 МБ)
  - Тактові частоти: 2200, 2300, 2400 МГц (M5xx, кеш L2: 1 МБ)
  - Тактові частоти: 2400, 2500, 2600, 2700 МГц (M6xx, кеш L2: 2 МБ)

### Champlain
- Мікроархітектура AMD K10
- MMX, Розширений 3DNow!, SSE, SSE2, SSE3, SSE4a, AMD64, PowerNow!, NX Bit
- Підтримка пам'яті: DDR3 SDRAM DDR3L SDRAM